# Reinhold Roth (Rennfahrer)

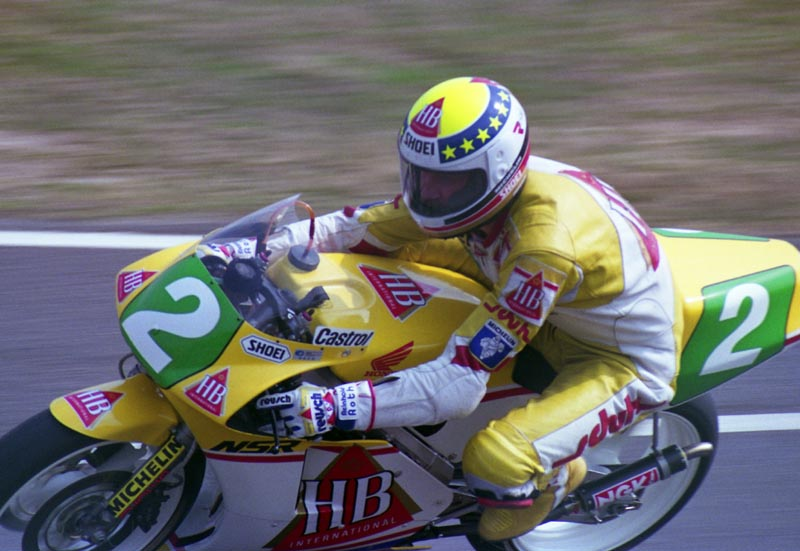
Reinhold Roth 1990 auf Honda beim Großen Preis von Japan

Reinhold Roth (* 4. März 1953 in Amtzell; † 15. Oktober 2021 in Wangen im Allgäu) war ein deutscher Motorradrennfahrer. In der 250-cm³-Klasse war er 1982 Europameister sowie 1987 und 1989 Vizeweltmeister. Seit einem Rennunfall im Juni 1990 war er pflegebedürftig.

## Karriere
Reinhold Roth schloss eine Ausbildung als Einzelhandelskaufmann und als Kraftfahrzeugmechaniker ab. Im Anschluss startete er 1975 im OMK-Pokal auf einer 125-cm³-Maico. Im Juli 1976 stieg er auf eine 250-cm³-Yamaha um und siegte im letzten OMK-Lauf der Saison. Das Institut für Sport und Sportwissenschaft der Albert-Ludwigs-Universität Freiburg erarbeitete für Roth später einen Ernährungsplan, maß die physische und psychische Belastung und entwickelte zudem einen Trainingsplan für Kondition und Konzentration. Auch die Koordination von Training und Ernährung wurde wissenschaftlich begleitet. Zu seinem Training gehörten das Trial-Motorrad und täglich 80 bis 100 Kilometer auf dem Rennrad.
1977 siegte er zwölfmal, belegte viermal Platz zwei und gewann den OMK-Pokal in den Klassen bis 250 und bis 500 cm³, jeweils auf Yamaha. 1978 errang Reinhold Roth, wiederum auf Yamaha, auf Anhieb die Deutsche Meisterschaft in der 250er-Klasse vor Toni Mang.
1979 debütierte Roth beim Großen Preis der Nationen im italienischen Misano in der Motorrad-Weltmeisterschaft. Er gewann in Le Mans seinen ersten Grand Prix und belegte im Rennen der 250er-Klasse den achten Platz. Ein Kahnbeinbruch führte dann zum vorzeitigen Saisonende.
Ab 1980 startete er im Team von Helmut Fath als professioneller Rennfahrer. Nach zwei Top-Ten-Platzierungen stürzte er beim Großen Preis von Frankreich in Paul Ricard wegen eines Kolbenklemmers am Ende der Mistral-Geraden in der Kurve Signes und zog sich einen sechsfachen Schien- und Wadenbeinbruch zu. Beim Grand Prix von Deutschland am Nürburgring brach er sich das Bein erneut.
1981 wurde Roth Deutscher Vizemeister. In der Saison 1982 wurde er nach Siegen in Donington Park (Großbritannien), Assen (Niederlande) und Jarama (Spanien) Europameister in der 250-cm³-Klasse. Den EM-Titel in der Halbliterklasse verpasste er wegen physischer Probleme (Krämpfe in den Unterarmen) sowie einer nicht mehr ganz konkurrenzfähigen Maschine. Zum DM-Titel in der Klasse bis 500 cm³ in diesem Jahr reichte es allerdings.
Ab 1983 startete Roth für das Team Römer-Helme Neu-Ulm, er wurde Deutscher Meister in der 250-cm³-Klasse. 1984 auf der 500-cm³-Dreizylinder-Honda belegte er mehrere Top-Ten-Platzierungen bei der Weltmeisterschaft und wurde überlegen Deutscher Meister. 1985 startete er wieder in der 250-cm³-Klasse und belegte beim Grand Prix von Großbritannien in Silverstone Platz zwei und wurde Neunter bei der Weltmeisterschaft. 1986 betreute Hartmut Bischoff die 250-cm³-Honda von Reinhold Roth, mit der er erneut Deutscher Meister wurde.
1987 kam Roth ins HB-Team von Dieter Stappert und konnte dort zum ersten Mal mit einer Werks-Honda in die Rennen gehen. Die Maschine wurde von dem Motorrad-Grand-Prix-Mechaniker Sepp Schlögl und seinen Mitarbeitern betreut. Roth kämpfte mit um den WM-Titel und gewann beim Großen Preis von Frankreich in Le Mans seinen ersten WM-Lauf. Er lag in der WM-Wertung lange Zeit in Führung und beendete die Saison schließlich als Vizeweltmeister hinter Toni Mang.
1988 stürzte Roth bei einem nicht zur Weltmeisterschaft zählenden Einladungsrennen und zog sich einen Beinbruch zu – damit waren seine Ambitionen dahin, den ersehnten WM-Titel erstmals zu gewinnen. Nach einer akzeptablen Saison wurde er aber noch WM-Fünfter. In der Saison 1989 gewann er zwei weitere Rennen und beendete das Jahr erneut als Vizeweltmeister, lediglich geschlagen von Sito Pons.
Am 17. Juni 1990 stand der Große Preis von Jugoslawien im Automotodrom Grobnik nahe Rijeka auf dem Programm. Bei dem Versuch, den Australier Darren Milner zu überrunden, verunglückte Reinhold Roth schwer. Das Führungstrio, das neben Roth aus Helmut Bradl und Martin Wimmer bestand, lief im Kampf um den ersten Platz auf Milner auf, der wegen der regennassen Piste sehr langsam auf der Ideallinie unterwegs war. Während Bradl und Wimmer noch ausweichen konnten, fuhr Roth ungebremst auf Milner auf und stürzte. Dabei erlitt er ein Schädel-Hirn-Trauma. Wegen der schlechten medizinischen Versorgung vor Ort blieb er fünfeinhalb Minuten ohne Sauerstoff. Die Ärzte gaben ihm nur eine Überlebenschance von zehn Prozent. Er lag anschließend sechs Wochen im Koma. Reinhold Roth war nach seinem Erwachen dauerhaft pflegebedürftig. Er wurde in seinem Haus in Amtzell von seiner Ehefrau Elfriede und ihren acht Geschwistern und später von einem Pflegeteam betreut. Im Oktober 2014 war Elfriede Roth in der Talkshow Markus Lanz zu Gast. Aus der Ehe ging ein Sohn hervor.
Reinhold Roth starb Mitte Oktober 2021 im Alter von 68 Jahren und wurde auf dem Friedhof seiner Heimatgemeinde Amtzell beigesetzt.

## Statistik

### Erfolge
| 1976 | Erster Sieg im OMK-Pokal auf Yamaha in Augsburg |
| 1977 | 250-cm³-OMK-Pokal-Sieger auf Yamaha             |
| 1977 | 500-cm³-OMK-Pokal-Sieger auf Yamaha             |
| 1978 | Deutscher 250-cm³-Meister auf Yamaha            |
| 1982 | Deutscher 500-cm³-Meister auf Suzuki            |
| 1982 | 250-cm³-Europameister auf Yamaha                |
| 1983 | Deutscher 250-cm³-Meister auf Yamaha            |
| 1984 | Deutscher 500-cm³-Meister auf Honda             |
| 1986 | Deutscher 250-cm³-Meister auf Honda             |
| 1987 | 250-cm³-Vize-Weltmeister auf Honda              |
| 1988 | WM-Fünfter in der 250-cm³-Klasse auf Honda      |
| 1989 | 250-cm³-Vize-Weltmeister auf Honda              |

### Ehrungen
- ADAC Motorsportler des Jahres: 1989